# アルティガス
アルティガス（Artigas (スペイン語発音: [aɾˈtiɣas])）は、ウルグアイ北部に位置する都市。アルティガス県の県都。

## 歴史
1852年9月12日にドン・カルロス・カタラによって創立された。アルティガスという地名はウルグアイの英雄ホセ・ヘルバシオ・アルティガスから来ている。

## 姉妹都市
- en:Quaraí、ブラジル
- パラナ、アルゼンチン
- アリカ、チリ